# Ole Jakobsen (skakspiller)
Ole Jakobsen (19. oktober 1942 - 30. juni 2010) var en dansk skakspiller, international mester og tredobbelt Danmarksmester i skak i (1969, 1971, 1980) og vinder af nordisk skakmesterskab i 1969.

## Karriere
Fra 1960'erne og op til 1980'erne var Ole Jakobsen en af de stærkeste skakspillere i Danmark. Han deltog mange gange i finalen ved Danmarksmesterskabet i skak, og han vandt i 1969, 1971 og 1980, og fik sølv i 1968, 1974 og 1984. I 1975, i Linköping, vandt Jakobsen nordisk skakmesterskab foran Ulf Andersson og Heikki Westerinen. Ole Jakobsen vandt også mange internationale skakturneringer og priser inkl. en førsteplads eller en del førsteplads i Zürich (1962, junior skaturnering), Stockholm (1973/74, Rilton Cup) og Las Palmas (2005).
Ole Jakobsen spillede for Danmark ved skakolympiaden flere gange :
- I 1964 på første reservebræt i Tel Aviv (+8, =5, -3),
- I 1972 på andet bræt i Skopje (+3, =8, -6),
- I 1978 på andet bræt i Buenos Aires (+3, =8, -1),
- I 1980 på første bræt i Valletta (+2, =5, -4),
- I 1984  på fjerde bræt i Thessaloniki (+4, =4, -4).